# Élisée Reclus
Jacques Élisée Reclus (Sainte-Foy-la-Grande, 15 marzo 1830 – Torhout, 4 luglio 1905) è stato un geografo e anarchico francese.
Figura complessa e inquieta, fratello di Élie Reclus, fu esiliato dalla Francia, per motivi politici e per le sue idee anarchiche, la prima volta nel 1851. Grazie all'intervento di altri colleghi scienziati, fra i quali presumibilmente Charles Darwin, la pena gli venne commutata in 10 anni di esilio, durante i quali cominciò a scrivere le sue opere geografiche in giro per il mondo.
Dall'Algeria agli Stati Uniti d'America, dal Canada al Brasile, Uruguay, Argentina e Cile, maturò una grande esperienza nella descrizione dei luoghi e popoli che incontrava e le sue opere divennero punto di riferimento in patria per molti decenni. Come amava dire, era un legumista convinto, un vegetariano e nelle occasioni in cui venne catturato, si autodefiniva geografo, ma anarchico.

## Biografia

### La gioventù
All'età di tredici anni, Élisée con il fratello e la sorella maggiori iniziò gli studi a Neuwied (Germania) in un istituto retto dai Fratelli Moravi, in quanto il padre, Jacques Reclus, pastore calvinista, aveva fiducia in questa confraternita religiosa. Élisée, invece, rimase disgustato dai religiosi a cui era stato affidato, secondo lui più avidi di soldi che di volontà educativa. Élisée pertanto ruppe i legami con la sua famiglia, imparò molto in fretta la lingua tedesca e rientrò a Sainte-Foy-la-Grande per proseguire negli studi superiori. Si diplomò nel 1848, dopo un anno passato nel seminario dei padri protestanti di Montauban; in quel lasso di tempo gli rimase comunque la convinzione di voler intraprendere la carriera del pastore. Ritornò dai Fratelli Moravi col ruolo di sorvegliante e non di studente a causa di mancanza di fondi per proseguire gli studi.
Riuscì comunque a seguire i corsi di insegnamento di geografia tenuti da Carl Ritter, geografo conosciutissimo e stimato in Germania. Nel frattempo il fratello Élie Reclus finiva i suoi studi di teologia a Strasburgo e i due fratelli ritornano in Francia a piedi per mancanza di soldi.

### L'impegno politico ed il girovagare come esule
Élisée ed Élie son convinti repubblicani e quando vi è il colpo di Stato portato avanti dal futuro imperatore Napoleone III si oppongono a tale avvenimento, non vengono esiliati ufficialmente ma debbono per sicurezza riparare nel Regno Unito.
Élisée si guadagna da vivere con lezioni e tiene contatti con esuli francesi, quelli fuggiti dopo il 1848, ma si rende conto che nel Regno Unito gli esuli non son ben visti e ripara in Irlanda. Trova una sistemazione col ruolo di amministratore di un complesso agricolo, incomincia ad interessarsi della situazione irlandese resa estremamente difficile dalla carestia del 1847 e per nulla alleviata dalla presenza degli occupanti inglesi. Dall'Irlanda va in Louisiana e diventa precettore dei figli di un padrone di una piantagione di canna da zucchero, rimane a far tale lavoro per due anni che gli permettono di rendersi conto della iniquità della società sudista con la presenza di schiavi e rimane stupito dal fatto che il clero locale non solo ammette come normale tale situazione di "proprietari di uomini" ma sta sempre anche dalla parte dei padroni in caso di accenni a moti di protesta da parte degli schiavi, Élisée perde anche i suoi residui di pensiero credente e si rivolge verso l'ateismo. Nel 1855 Élisée va in Colombia in cui tenta l'avventura senza successo di piantatore di caffè; allora la Colombia portava nome Nuova Granata.

### La Massoneria
I suoi insuccessi lo riportano in Francia nel 1857 e l'11 marzo 1858, Élisée Reclus è iniziato in massoneria nella loggia Les Émules d'Hiram del Grande Oriente di Francia a Parigi. Suo fratello Élie già iniziato nella Loggia Renaissance è presente alla sua iniziazione. Élisée non va oltre l'iniziazione. Dopo un anno lascia la loggia, e non frequenterà più le logge prima del suo ultimo esilio a Bruxelles, quando vi darà numerose conferenze sull'anarchia. Anche se non fu mai un massone molto attivo, la sua presenza a Bruxelles nel 1894 ha avuto un'importanza determinante per la massoneria belga, e particolarmente per la loggia Les Amis philanthropes.

### Inizio della carriera di geografo
Durante i suoi viaggi ha preso annotazioni e scritto sui paesi visitati e per questo motivo inizia a pubblicare qualche articolo sui suoi scritti, che visto il periodo trattano di posti assai più esotici di quello che possono suonare adesso ai nostri orecchi e cominciano i contatti con scienziati dell'epoca. La casa editrice Hachette intende pubblicare il resoconto dei suoi viaggi e pensa di impiegare i lavori di Reclus per l'arricchimento delle guide Joanne e di altri lavori in campo geografico di cui si occupa la casa editrice stessa. Élisée diventa ufficialmente geografo per la Hachette e attraversa la Francia a piedi per la pubblicazione delle guide, e riesce tramite queste sue attività a diventare membro della Società di Geografia di Parigi che aveva a disposizione, per il tempo, una ricchissima biblioteca geografica dotata di un enorme numero di carte, sempre per quel tempo. Visita la Sicilia in occasione dell'eruzione dell'Etna del 1865, visitando anche Palermo, le Eolie, Messina, Catania, e Siracusa, pubblicandone un resoconto con forti connotazioni di critica sociale.
Il primo lavoro di gran peso di Reclus è La Terre (1869), testo che ottiene un gran successo.

### Avvicinamento al pensiero libertario
Nonostante l'ormai oneroso lavoro di geografo Élisée, per quanto riguarda il campo sociale, riprende gli studi di gioventù che lo avevano attirato, Élisée si era occupato dello studio delle opere di Robert Owen, Charles Fourier, Pierre Leroux ed al suo ritorno dall'America, al pari del fratello Élie Reclus, si avvicina agli ideali dell'anarchia che gli sembrano i soli adatti ad affrancare l'umanità dalle sue miserie. La stessa iniziale educazione protestante può aver fornito i germi per un pensiero che porti alla realizzazione di eguaglianza e giustizia fra gli uomini.
Il padre d'altro canto oltre che i dettami della sua religione aveva sempre seguito con perseveranza la sua coscienza al di sopra di tutto. Ovvero del protestantesimo che lo ha formato Élisée, come Elia, ha trattenuto come nucleo formatore la morale implicante la completa autonomia dell'individuo, diventando quindi, diffidente verso riti e credenze organizzate che altro non possono che servire a dividere gli uomini per poterne applicare un ferreo controllo sulle loro esigenze per cui l'unica strada che sembra possibile esser percorsa da Élisée è quella che lo porta verso gli ideali dell'anarchia.
Reclus nel 1864 incontra Bakunin e con Élie diventa membro della società segreta "La Fratellanza Internazionale", conosce durante i lavori dell'Internazionale i seguaci di Karl Marx con i quali gli anarchici entrano presto in contrasto teorico. Élisée segue i dettami di Bakunin nelle attività dell'Internazionale dei lavoratori ed entra perciò in contrasto con i seguaci di Marx. In quel periodo molti decidono che non sia da escludere a priori la via legale e prediligono il livello organizzativo nel lavoro mentre gli anarchici ritengono impensabile un progetto ed una organizzazione a priori di un'istanza rivoluzionaria. Sia Marx che Engels sono assai scettici, se non ironici, verso le teorizzazioni dei Reclus.

### Partecipazione alle Comune di Parigi e il periodo del carcere

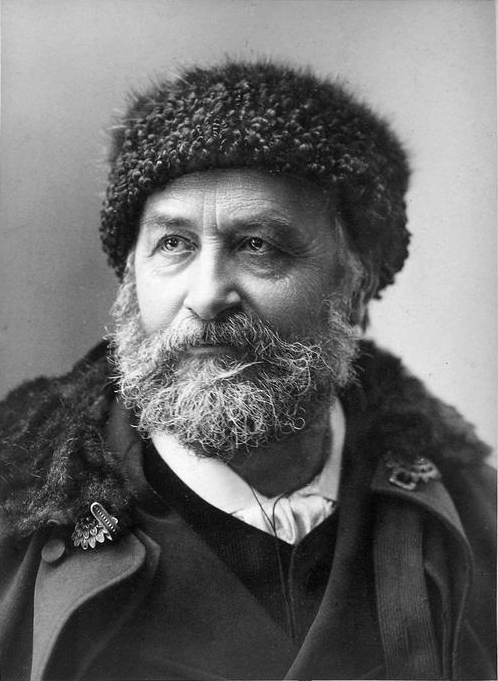
Élie Reclus, fratello di Élisée

Ma le idee di Élisée sembrano assumere forma pratica durante la Comune di Parigi, a cui Élisée stesso partecipa con i due fratelli Paolo ed Elia, i Reclus entrano in un battaglione di federati che si batte contro i prussiani, ma Élisée viene catturato nel 1871, quindi quasi subito, immediatamente è imprigionato a Brest: ormai scienziato famoso gli viene riservato un trattamento di "favore" e gli viene permesso di aver documentazioni atte a proseguire in carcere i suoi lavori.
Durante il periodo carcerario incontra Templier responsabile per le edizioni Hachette e stipulano il contratto per la stesura Geografia universale. Nonostante i "privilegi" carcerari riservati all'ormai grande scienziato Élisée nel 1871 viene deportato in Nuova Caledonia. Gruppi di scienziati inglesi ed americani, saputo l'accadimento fanno pressioni presso il governo francese che è quasi obbligato a tramutare la condanna alla deportazione in 10 anni di esilio. Élisée lascia la Francia con i ferri ai polsi nel febbraio 1872, destinazione Svizzera, raggiungendo il fratello maggiore che era riuscito a riparare nel paese, a quei tempi, "amico" degli anarchici. Riprende immediatamente i contatti con Bakunin a Zurigo, ma comunque è preso quasi completamente dal suo lavoro di geografo.

### Nuova Geografia Universale

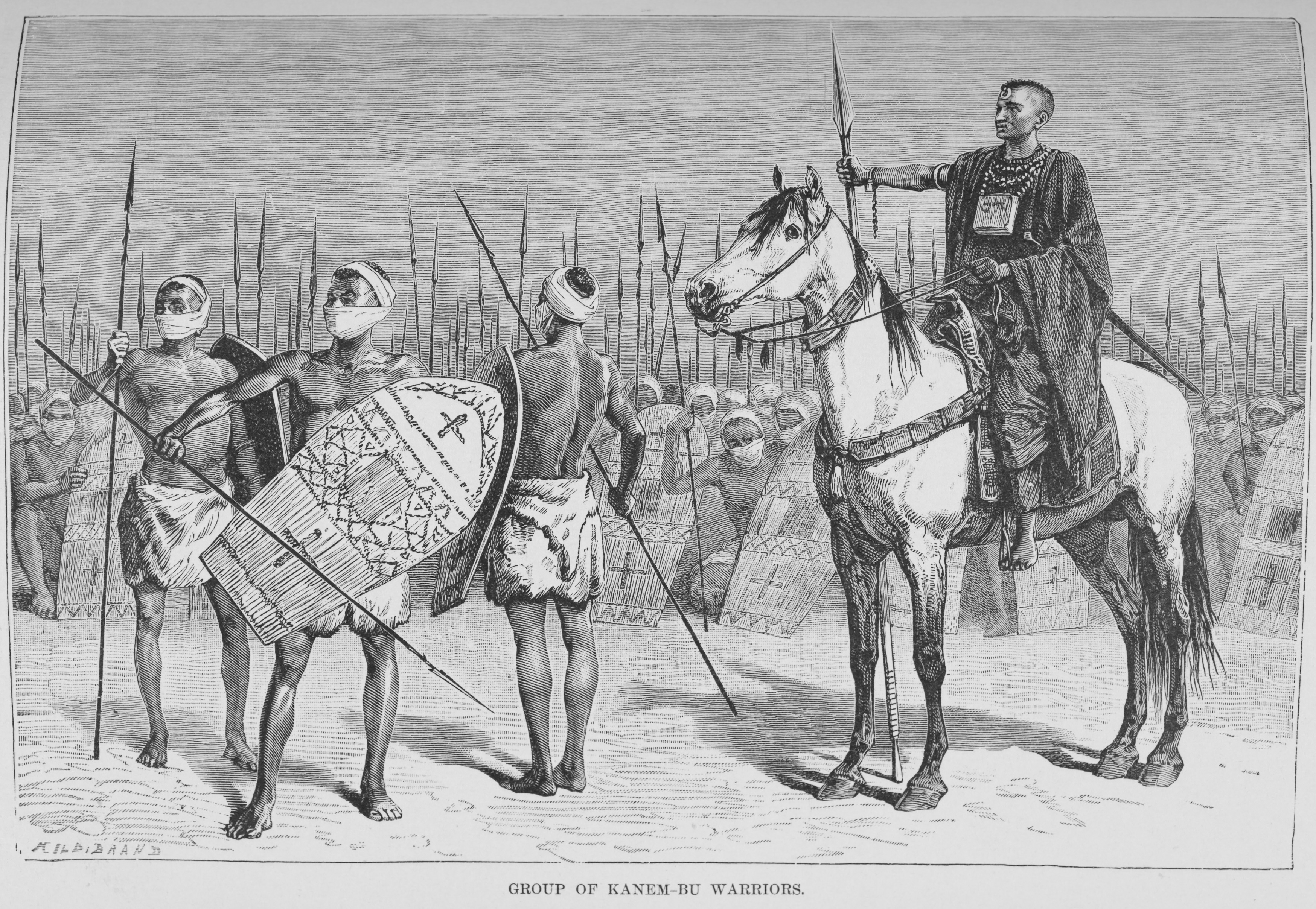
Disegno di Reclus

Avendo firmato il contratto per una Nouvelle Geographie Universelle (Nuova Geografia Universale) è impegnato a conservare il lavoro per aver mezzi di sussistenza. Iniziano i viaggi nei paesi su cui deve scrivere per aver notizie e dati aggiornati: in tali viaggi prende contatti con gli anarchici locali oltre che, ovviamente, con i geografi; alcuni di questi sono sia geografi che anarchici e quindi i legami che si instaurano sono doppi, e questo è proprio quanto capita con Kropotkin. Kropotkin aiuta moltissimo Reclus nel redigere il volume dedicato alla Russia. I due scienziati rivoluzionari si incontrano nel 1877 e resteranno legati da enorme amicizia. Nel contempo impostano nuove teorizzazioni per l'evoluzione del movimento anarchico, in particolare gettano le basi per l'anarco-comunismo, questione già in parte affrontata da Bakunin.
. Reclus è assai impegnato nel suo lavoro di geografo per cui il tempo da dedicare alla politica non è molto soprattutto per la stesura della Nuova Geografia Universale, enorme lavoro in 19 volumi, comunque continua a scrivere articoli per pubblicazioni anarchiche e finanzia il movimento; nel contempo insegna presso l'università di Neuchâtel e tiene relazioni e conferenze, soprattutto sul Mediterraneo. La camera nel 1879 vota una parziale amnistia per i fatti della Comune di Parigi, nella cui norma rientra il caso dei Reclus, ma Élisée rifiuta di rientrare in Francia fino a che non solo parzialmente ma tutti i comunardi verranno amnistiati.
Iniziano le visite nei paesi stranieri ed esotici, per il tempo, quali l'Egitto per la stesura del suo enorme lavoro geografico. Soggiorna nel Maghreb mentre la famiglia con una delle figlie prende alloggio in Algeria, va in Portogallo e Spagna per consultare documentazione inerente all'America Latina. Nel 1889 ritorna in Louisiana ma si dedica alla ricerca su nuove regioni quale quella dei Grandi Laghi e consulta la ricca biblioteca di New York. Finalmente nel 1890 lascia l'ospitale Svizzera e torna a Parigi muovendosi per viaggi continui relazionati al suo lavoro di geografo. 
Pur non disponendo di titoli accademici la sua fama gli poteva permettere l'ingresso nel Collegio di Francia. Ciò non accade in quanto i suoi trascorsi politici e la sua impostazione riguardo ai problemi della società è invisa in Francia. Esce l'ultimo volume della Nuova Geografia Universale, e finalmente nel 1894 viene chiamato dall'Università Libera di Bruxelles.
Il fatto che sia uno scienziato libertario provoca resistenze ed opposizioni da parte dei colleghi. Élisée ed Élie Reclus con un altro scienziato libertario fondano quindi la Nuova Università di Bruxelles che per oltre venti anni avrà contatti e collaborazioni con l'Università libera. I docenti non hanno sovvenzioni statali sia per stipendi sia per i lavori di ricerca; ma Reclus trova i fondi indispensabili tramite i suoi articoli che vengono favorevolmente pubblicati ed altri lavori nel campo della geografia applicata, in particolare si dedica alla cartografia. Nel contempo progetta e parte per la realizzazione di un grande globo in rilievo, in quanto uno dei punti di forza del lavoro di Élisée era riuscire ad avere una esatta riproduzione del globo terracqueo. Questo progetto, che in fin dei conti non verrà compiuto per mancanza di finanziamenti, riprende ampliandola l’Outlook Tower già edificata nel centro storico di Edimburgo rinnovato da Patrick Geddes, il biologo urbanista scozzese amico dei fratelli Reclus.

### L'Uomo e la Terra
Reclus si dedica quindi all'ultimo e forse più importante dei suoi scritti: L'Uomo e la Terra, in sei tomi. L'opera è impostata come saggio di geografia sociale nel quale tratta i tre temi per lui indispensabili alla comprensione della geografia in senso reale e non astratto; cioè 
. È un vasto rifacimento critico che tratta della storia, dei progressi e delle lotte dell'umanità dalla preistoria al XX secolo collegato alle situazioni ambientali sociali legate a loro volta a condizioni geografiche della zona presa in considerazione e quindi l'impostazione resta di tipo geografico e non sociologico. Gli ultimi due tomi son più dedicati alla geografia umana generale.

### Morte
Élisée è malato e stremato da una vita vissuta gagliardamente e muore a Thourout, in Belgio il 4 luglio 1905: il nipote Paolo, figlio di Élie prende in consegna il lavoro dello zio e fa in modo che siano pubblicati gli ultimi 5 tomi dell'immane lavoro e, nel frattempo, prende la dirigenza della Nuova Università di Bruxelles, la cui vicenda avrà termine nel 1914.

## Pubblicazioni in italiano
- Natura e società. Scritti di geografia sovversiva, Elèuthera editrice, Milano, 2022, 352 pp.
- Alcune lettere di Élisée Reclus, in Pensiero e volontà,[9] anno 1, n. 24, pp. 14–17 (15 dicembre 1924); n. 2 p. 42-46 (1. Febbraio 1925) CIRA, Lausanne
- L'Anarchia. 7ª edizione. Pescara; Chieti, tipografia Di Sciullo (Bibl. del pensiero, n. 5). 1904. CIRA, Lausanne: Broch i 12405
- Scritti in Labadie Collection[10] CIRA, Lausanne: Broch i 01591; New York Public Libraryfilm reprod.(1905)
- "L'Anarchia e la chiesa", in Pierre Kropotkin, L'organizzazione della vendetta… Ginevra; Bertoni, 1901. CIRA, Lausanne; New York Public Libraryfilm reprod.
- Un Anarchico sull'anarchia. Bologna: Il Pensiero (Piccola biblioteca sociologica), 1911. 28
- (stesso; Milano: Archivio proletario internazionale[11], s. d. 20 pp. ill. 21 cm.
- L'Avvenire dei nostri figli [e] I prodotti dell'industria, Padova (Biblioteca di propaganda del circolo studi sociali di Padova), 1893. 16 pp.
- "Le Colonie anarchiche", in Pensiero e Volontà, anno 3, n. 11, pp. 249–251 (1 luglio 1926), CIRA, Lausanne
- L'Evoluzione, la Rivoluzione e l'Ideale anarchico, Il Risveglio Comunista Anarchico/Le Réveil communiste anarchiste, Ginevra (Svizzera), (dal n. 423, del 20 genn. 1915, al n. 440 del 22 lug. 1916). (CIRA, Lausanne; IISG, Amsterdam; Biblioteca Feltrinelli, Milano).
- " L'evoluzione, la rivoluzione e l'Ideale anarchico ", Pagine libertarie, Milano, dal 5 ag. 1921 (a. I, n. 4) all'8 apr. 1922 (a. II, n. 5).
- "L'Evoluzione delle città", in Geografia_sociale, pp. 151–174.
- L'Evoluzione legale e l'anarchia, Roma, Libreria Editrice sociologica e Libertaria, 1911
- L'Homme: geografia sociale, a cura di Pier Luigi Errani. - Milano: F. Angeli (1983). Trad. de L'homme et la Terre. (Anthologia)
- I Libri di anarchia. Buenos Aires, 1930 in-8º. 171 e 157 pp.
- La Lotta contro la Chiesa. Roma: "La Rivolta" (Il Pensiero anticlericale; 14) International Institute of Social History[12], Amsterdam (Holland); An 33/171).
- "A mio Fratello contadino", Grido degli oppressi (1893), II,12 et III, 3.
- Sorgiamo! Napoli, I (12 giu. 1910). con prefazione di Carlo Molaschi. (S. I.); Federazione comunista Libertaria Ligure, 1945 CIRA, Lausanne: Broch i 05520
- Nuova Geografia universale, la terra e gli uomini. Trad. italiana con note ed appendici di A. Brunialti. Milano ecc. ; Vallardi ed altri editori (1884-1897). 18 vol. Con carte, indici e tabelle.
- L'Europa centrale. Svizzera-Austria-Ungheria-Germania. Introd. generale di A. Brunialti. 1884. 4 vol, LXXII, 1135 p
- L'Europa del Nord-Ovest. Belgio-Olanda-Isole Britanniche. 1888. 2 voli, 1110 pp.
- La Francia. 1892. 961 pp.
- L'Europa scandinava e russa. 1894. 1008 pp.
- L'Asia russa. 1896. 1032 pp.
- L'Asia orientale. Impero Cinese-Corea-Giappone. 1892. 992 pp.
- L'India e l'Indo-Cina. 1888. 2 vol., 108 International Institute of Social History, Amsterdam
- "L'Opinione de E. Reclus sull'eventuale emigrazione cinese in Europa", Bollettino della Società geografica italiana, 3ª ser., vol. 8 (Giugno 1895) n. 6, p. 174-175.
- "L'Origine animale dell'uomo", Almanaco populare socialista, Torino, 1897. (Bibl. nat. de France)
- Pagine di sociologia preistorica [per Élisée Reclus]. (Mantova: "L'Università popolare",), 1903. In-8º, p. 596-599.
- "Il Pensiero di Élisée Reclus in fatto di elezionismo", L'Azione Operaia, Fabriano, 14 lug. 1906
- Perché siamo anarchici? Bologna, Libreria internazionale di avanguardia, s. d. 5 p. 16 cm. CIRA, Lausanne, Broch i 12408) (1981) Trad. di Genuzio Bentini. I-Barrali (CA). 5 pp. 17 cm.
- "Perché siamo Rivoluzionari", La Voz del Destierro, São Paulo (Brasile), (6 genn. 1903).
- Pref. di La Conquista del pane di Kropotkin. Paterson, N. J.; 1899. In-16. (Bibl. nat. de France).
- Pref. di Parole d'un Ribelle, di Kropotkin; opera pubblicata con note e prefazione da Élisée Reclus, 1ª edizione integra italiana preceduta d'una nuova prefazione dell'autore.
- Paterson, N.J.: Gruppi I Risorti e Verità; Ginevra; Il Risveglio socialista-anarchico; editore tipografia Tessin-Touriste-Lugano, 1904. II, XVI, 273 pp.; 8º (BNS)
- Max Nettlau, Michel Bakunin. Uno Schizzo biografico. Con una prefazione di E. Reclus. Tradotto dal tedesco a cura dell'Avv. Libero Merlino, Messina, Biblioteca dell'"Avvenire sociale", 1904.
- intr. di Michele Bakunin, Dio e lo Stato. Bologna, 1949 CIRA, Lausanne
- " I Prodotti della Terra ", L'Operaio, Reggio Calabria, 1888
- Popolo! Popolo! Mantova, Piubega a. I (9 mar. 1902), n.4.
- I prodotti della terra e dell'industria. Ginevra: L. Bertoni, 1901(Biblioteca Socialista-Anarchica; 9). 32 p. 17 cm. (Bibl. nat. de France): 8º R. 28437; BNS; CIRA, Lausanne Broch i 12409)
- Propaganda socialista. Evoluzione e rivoluzione Torino; A. Mari, 1885. In-16, 16 pp. (Bibl. nat. de France): 8º R. Pièce. 14378).
- "La Ricchezza e la miseria ", Il Socialista, Buenos Aires, (1885) a partire dal n. 6. Riprodotto in modo anonimo. intr. di Charles Malato, Religione e patriottismo. Roma; Il pensiero, 1906. (BNS; CIRA, Lausanne)
- Rapporti al Congresso di Parigi. Ginevra: L. Bertoni, [1901]. II, 32 pp.; 8º. Biblioteca Socialista-Anarchica; 5; [1]: L'Organizzazione della vendetta chiamata giustizia — [2]; L'Anarchia e la Chiesa — [3]: L'Evoluzione recente fra i Socialisti di Stato.
- Scritti sociali. 2 vol.
- Vol. I Impressioni e ricordi di Luigi Galleani ; con due manoscritti, un designo, e tre ritratti fuori testo " Buenos-Aires; I libri di anarchia, 1930 CIRA, Lausanne Bi 011-1; Università del Michigan, Labadie Coll.: microfilm
- stesso Vol. II "con delle note biografiche di Giacomo Mesnil; quattro fotografie fuori del testo", Buenos Aires: i libri di Anarchia, 1930. 157 pp. ill. 21 cm. CIRA, Lausanne Bi 011-2; Univ. of Michigan, Labadie Coll.: microfilm)
- (1951) Scritti sociali, volume unico. Note biografiche di Giacomo Mesnil. Bologna Libreria internazionale di avanguardia. 162 p. CIRA, Lausanne.
- La Sicilia e l'eruzione dell'Etna nel 1865 (ristampa anastatica) 1999 B&B editori Catania
- Viaggiatori italiani e stranieri in Sicilia Giuseppe Pitrè, Aurelio Rigoli, 2000: Edizioni Documenta, Comiso.
- La Sicilia: due viaggi di F. Bourquelot, E. Reclus. Catania, Dafni, 1987, Harvard Depository[13].
- Storia di un ruscello. Trad. di Laura. Milano: Brigola, [1885]. IV, 275 p. International Institute of Social History, Amsterdam
- "Sviluppo della libertà nel mondo", in Scritti_sociali CIRA, Lausanne
- "Sviluppo del progresso nel mondo", Pensiero e Volontà, anno 2, n. 12, pp. 279–287 (1º ottobre 1925). CIRA, Lausanne
- Teoria della rivoluzione. Roma, 1905, International Institute of Social History, Amsterdam
- "Verra!" Cronaca Sovversiva (3 lugl. 1905), Biblioteca nazionale di Francia
- art. su Bakunin da Il pensiero, Roma (1903).